# تمايز جنسي
التمايز الجنسي (بالإنجليزية: Sexual differentiation)‏ هو عملية تطور الاختلافات بين الذكور والإناث من زيغوت غير متمايز.
عندما يتطور الأفراد الذكور والإناث من الزيجوت إلى الأجنة، ومن ثم إلى الرضع والأطفال والمراهقين وفي نهاية المطاف إلى البالغين، تتطور الفروق بين الجنسين على العديد من المستويات: الجينات، الكروموسومات، الغدد التناسلية، الهرمونات، التشريح، والنفسية.

## نظام تحديد الجنس
لدى البشر والعديد من الثدييات والحشرات والحيوانات الأخرى نظام XY لتحديد الجنس. البشر لديهم 46 كروموسوم، بما في ذلك اثنين من الكروموسومات الجنسية، XX في الإناث و XY في الذكور. يجب أن يحمل كروموسوم Y جينًا أساسيًا واحدًا على الأقل يُسمى عامل تحديد الخصية (يطلق عليه في الأصل TDF).  تم العثور على جين ذكري مهم، يُشار إليه الآن باسم SRY، في المنطقة التي تحدد الجنس من الذراع القصير للكروموسومY عند الذكور. يعمل هذا الجين على إنتاج بروتين، يُدعى عامل تحديد الخصية، والذي يكون مرتبطاً بالحمض النووي، مما يؤدي إلى تمايز الخلايا المستمدة من الحرف التناسلية في الخصيتين. في الفئران XX المعدلة وراثياً (وبعض الذكور XX )، SRY وحدها كافية للحث على تمايز الذكور.
للاستزادة، طالع صفحة نظام تحديد الجنس.

## البشر
يتم تعريف التمايز الجنسي عند البشر على أنه تطور الهياكل الظاهرية الناتجة عن عمل الهرمونات، والتي بدورها تنتج بعد تحديد الغدد التناسلية.[1] يشمل التمايز الجنسي تطور الأعضاء التناسلية المختلفة والمسالك التناسلية الداخلية والثدي وشعر الجسم ويلعب ذلك دورًا في تحديد الجندر.[2]
يبدأ تطور الاختلافات الجنسية في نظام XY لتحديد الجنسالموجود في البشر، والآليات المعقدة هي المسؤولة عن تطوير الاختلافات الظاهرية بين البشر من الذكور والإناث من زيغوتغير متمايز.[3]عادةً ما يكون للإناث كروموسومان X، ويكون للذكور عادةً كروموسوم Yوكروموسوم X.  في مرحلة مبكرة من التطور الجنيني، يمتلك كلا الجنسين هياكل داخلية متماثلة.  
هذه الهياكل هي  قنوات الكُلْوَةِ الجَنينِيَّةِ المَوَسَّطَة(ducts mesonephric)[4]وقنوات الكُلْوَةِ الجَنينِيَّةِ المُوَسَّطَةِ الإِضافِيَّة(paramesonephric ducts)[5].  يتسبب وجود جين SRYعلى كروموسوم Y في تطوير الخصيتين عند الذكور، والإفراز اللاحق للهرمونات التي تتسبب في تراجع قنوات الكلوة الجنينية الموسطة الإضافية. في الإناث، قنوات الكلوة الجنينية الموسطة هي التي تتراجع.

التطور الجنسي المتباين، والمعروف باسم ثنائية الجنس، يمكن أن يكون نتيجة للعوامل الوراثية والهرمونية.[6]

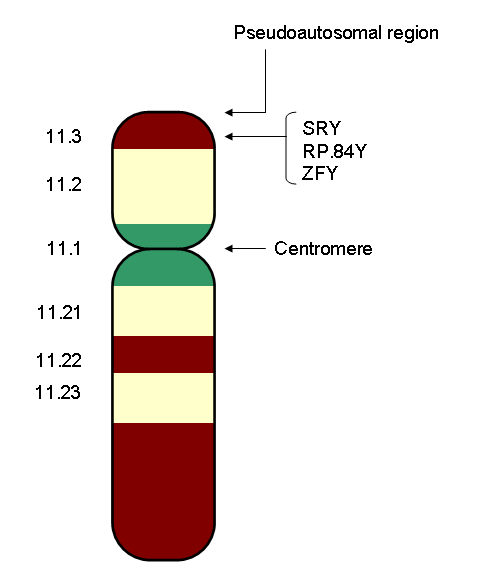

## البشر والحيوانات الأخرى
في معظم الحيوانات، تؤدي الاختلافات في تعرض الدماغ الجنيني أو الرضيع للهرمونات الجنسية إلى اختلافات كبيرة في بنية ووظيفة المخ والتي ترتبط بالسلوك الإنجابي لدى البالغين.
مستويات هرمون الجنس في الأجنة البشرية من الذكور والإناث والرضع تختلف أيضاً، وتم تحديد مستقبلات الاندروجين ومستقبلات هرمون الاستروجين في المخ. يتم التعبير عن عدة جينات خاصة بالجنس لا تعتمد على المنشطات الجنسية بشكل مختلف في أدمغة الذكور والإناث. تبدأ الفروق الهيكلية بين الجنسين في التعرُّف عليها في سن السنتين، وفي الرجال والنساء البالغين وتشمل حجم وشكل الجسم الثفني (يكون عادةً أكبر في النساء) والحزمة العصبية الصغيرة التي تربط كل نصف كرة داخليًا (تكون عادةً أكبر في الرجال) وبعض النواة المهادية والجونادوتروبين ردود الفعل على استراديول.[بحاجة لمصدر]
عدم وجود الجينات التي تولد الأعضاء التناسلية الذكرية لا يؤدي بمفرده إلى دماغ أنثى. يحتاج المخ الذكري إلى المزيد من الهرمونات، مثل التستوستيرون، من أجل التمايز بشكل صحيح. يتم إطلاق هذه الهرمونات بسبب الجين الذي يتم التعبير عنه أثناء التطور الجنيني.

### قائمة المراجع
- Baum، Michael J. (2006). "Mammalian animal models of psychosexual differentiation: When is 'translation' to the human situation possible?". Hormones and Behavior. ج. 50 ع. 4: 579–88. DOI:10.1016/j.yhbeh.2006.06.003. PMID:16876166.
- Crouch، RA (1998). "Betwixt and between: The past and future of intersexuality". The Journal of clinical ethics. ج. 9 ع. 4: 372–84. PMID:10029838.
- Hughes، I A؛ Houk، C؛ Ahmed، S. F.؛ Lee، P. A. (2005). "Consensus statement on management of intersex disorders". Archives of Disease in Childhood. ج. 91 ع. 7: 554–63. DOI:10.1136/adc.2006.098319. PMC:2082839. PMID:16624884.
- Phoenix، C. H.؛ Goy، R. W.؛ Gerall، A. A.؛ Young، W. C. (1959). "Organizing Action of Prenatally Administered Testosterone Propionate on the Tissues Mediating Mating Behavior in the Female Guinea Pig". Endocrinology. ج. 65 ع. 3: 369–382. DOI:10.1210/endo-65-3-369.
- Wallen، Kim (2005). "Hormonal influences on sexually differentiated behavior in nonhuman primates". Frontiers in Neuroendocrinology. ج. 26 ع. 1: 7–26. DOI:10.1016/j.yfrne.2005.02.001. PMID:15862182.
- Wilson، BE؛ Reiner، WG (1998). "Management of intersex: A shifting paradigm". The Journal of clinical ethics. ج. 9 ع. 4: 360–9. PMID:10029837.

## روابط خارجية
- الإنسان التمايز الجنسي عن طريق الكمبيوتر Sizonenko
- مجموعة سيبا من الرسوم التوضيحية الطبية: المجلد 2 ، الجهاز التناسلي بقلم فرانك هـ. نيتر، دكتوراه في الطب بمقارنة تطور وتشريح النظم التناسلية للإناث والذكور
- تطور الأعضاء الجنسية والإنجابية للإناث - الرسوم التوضيحية التي تقارن الأعضاء التناسلية للإناث والذكور خلال مرحلة النمو المبكرة